# Duque de Fife

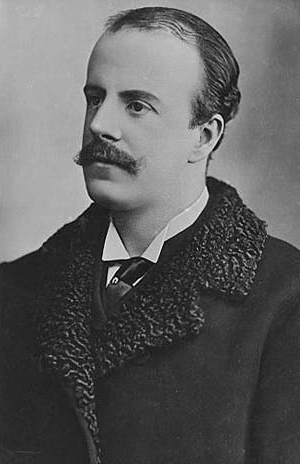
O primeiro Duque de Fife.

Duque de Fife é um título de nobreza no Pariato do Reino Unido, relacionado com o condado de Fife, na Escócia. Houve duas criações do título: a primeira em 1889 e a segunda em 1900, ambas em favor de Alexander Duff, 6.º Conde Fife no Pariato da Irlanda. O primeiro Duque de Fife era marido de Luísa, Princesa Real, a terceira filha (e a mais velha entre as mulheres) de Eduardo VII e Alexandra da Dinamarca.

## História
Alexander Duff (1849–1912) era o filho mais velho do 5.º Conde de Fife (1814–1879). Com a morte do pai, em 7 de agosto de 1879, sucedeu-lhe como 6.º Conde de Fife. Com isso, herdou os títulos de Barão Braco (criado em 1735), Conde de Fife e Visconde Macduff (ambos criados em 1759), todos no Pariato da Irlanda (e criados para o nobre escocês William Duff, 1696–1763), além do título de Barão Skene no Pariato do Reino Unido (criado em 1857 para seu pai, o 5.º Conde de Fife, título que lhe garantia um assento na Câmara dos Lordes). Em 1885, a Rainha Vitória criou para Alexander Duff o título de Conde de Fife no Pariato do Reino Unido.
No sábado, 27 de julho de 1889, Alexander, 1.º Conde de Fife e 6.º Conde de Fife, casou-se com a Princesa Luísa, terceira filha e filha mais velha do então Príncipe de Gales (futuro Rei Eduardo VII) e de sua esposa, a Princesa Alexandra, na Capela Privada do Palácio de Buckingham. O casal era primo de terceiro grau, descendente do Rei Jorge III. O casamento marcou a segunda vez que um descendente da Rainha Vitória se casou com um súdito britânico. Dois dias após a cerimónia, a Rainha elevou Alexander, Lorde Fife, às dignidades de Marquês de Macduff, no Condado de Banff, e Duque de Fife, ambos no Pariato do Reino Unido. A Carta-Patente da Rainha Vitória, datada de 29 de junho de 1889, que criava esses títulos, continha 
a cláusula padrão de sucessão para "herdeiros homens de seu corpo".
Em 24 de abril de 1900, a Rainha Vitória emitiu outra Carta-Patente, pela qual criava para o 1.º Duque de Fife as dignidades adicionais de Duque de Fife e Conde de Macduff, ambos no Pariato do Reino Unido, mas desta vez com uma cláusula especial de sucessão que permitia que esses títulos passassem às suas filhas com a Princesa Luísa, na ausência de um filho varão, e, posteriormente, aos herdeiros homens dessas filhas. Em 9 de novembro de 1905, o Rei Eduardo VII concedeu às duas filhas de Alexander Duff, Lady Alexandra (1891–1959) e Lady Maud (1893–1945), os estilos de Alteza e Princesa.
Com a morte do 1.º Duque de Fife, em janeiro de 1912, os títulos nobiliárquicos criados em 1889 (o ducado de Fife de 1889 e o marquesado de Macduff), assim como todos os títulos mais antigos anteriormente mencionados detidos pela família Duff (o baronato de Braco de 1735, o viscondado de Macduff de 1759, o condado de Fife de 1759, o baronato de Skene de 1857 e o condado de Fife de 1885) extinguiram-se, enquanto os títulos criados em 1900 (o ducado de Fife de 1900 e o condado de Macduff) passaram para a sua filha mais velha, a Princesa Alexandra.
Em 15 de outubro de 1913, a 2.ª Duquesa de Fife casou-se com o Príncipe Artur de Connaught, filho único do Príncipe Artur, Duque de Connaught e Strathearn, terceiro filho da Rainha Vitória e do Príncipe Alberto e, assim, irmão mais novo do avô materno de Alexandra, o Rei Eduardo VII. Dessa forma, Artur e Alexandra eram primos em primeiro grau, uma vez removidos. O único filho do casal, Alastair, faleceu em 1943.

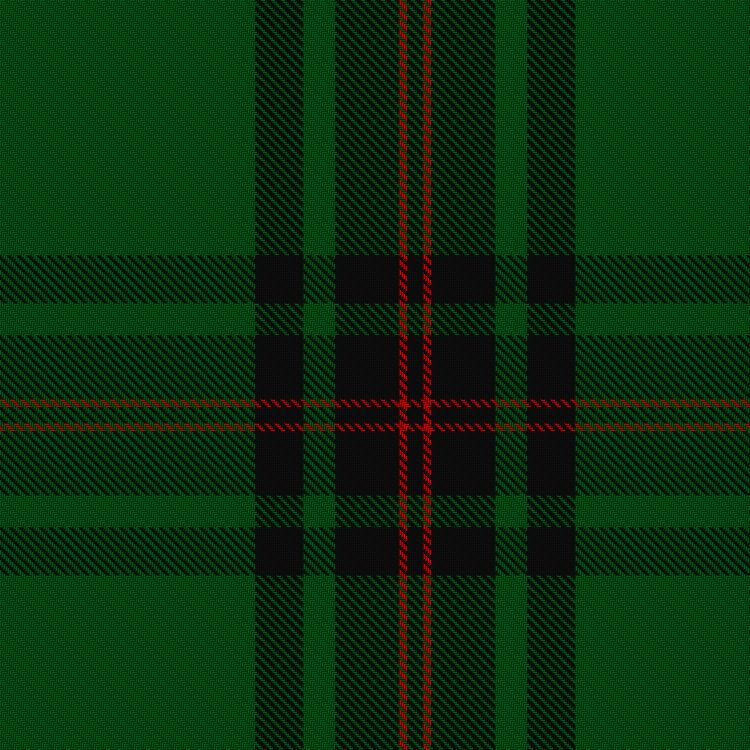
O tartã de Fife.

Quando a 2.ª Duquesa de Fife faleceu, em 1959, os seus títulos nobiliárquicos herdáveis passaram para o seu sobrinho James Carnegie (1929–2015), filho mais velho de sua irmã Maud e do seu marido Charles Carnegie, 11.º Conde de Southesk (1893–1992). Trinta e três anos depois, em 1992, o 3.º Duque de Fife sucedeu também ao pai como 12.º Conde de Southesk e chefe do Clã Carnegie. 

## Títulos subsidiários
Títulos subsidiários do Duque de Fife:
- Lorde Carnegie de Kinnaird no Pariato da Escócia (criado em 1616);
- Conde de Southesk e Lorde Carnegie no Pariato da Escócia (ambos criados em 1633);
- Barão Balinhard no Pariato do Reino Unido (criado em 1869);
- Baronete Carnegie no Baronatado da Nova Escócia (criado em 1641 para David Carnegie de Pitcarrow (falecido em 1708), um político escocês).

Com a sua morte em 2015, foi sucedido nos títulos de Fife e Carnegie pelo seu filho, David Charles Carnegie (nascido em 1961). O herdeiro aparente do 4.º Duque de Fife é o seu filho Charles Duff Carnegie (nascido em 1989), que usa o título de cortesia de Conde de Southesk. O hipotético neto do duque e herdeiro do herdeiro aparente usaria, por sua vez, o título de cortesia de Lorde Carnegie.

## Tartã

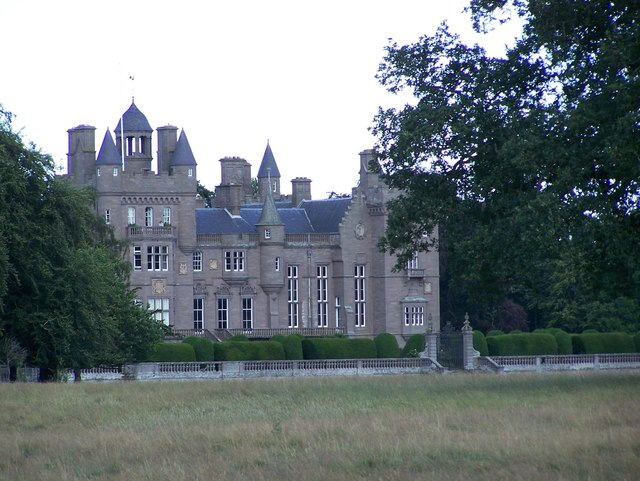
O Castelo de Kinnaird.

O tartã do Duque de Fife foi desenhado pela primeira vez para celebrar o casamento de Luísa, filha de Eduardo VII, com Alexander Duff, 1.º Duque de Fife.

## Solar da família
A residência principal do atual Duque de Fife é o Castelo de Kinnaird, próximo da cidade de Brechin, em Angus, Escócia. Outra propriedade é a Casa 
de Elsick, perto da cidade de Stonehaven, em Aberdeenshire, Escócia, dentro da bacia hidrográfica do Burn of Elsick.
Mar Lodge, a residência do 1.º Duque de Fife a oeste de Braemar, em Aberdeenshire, foi legada pela 2.ª Duquesa ao seu sobrinho Alexander Ramsay de Mar e, posteriormente, vendida. Os dois primeiros detentores do ducado estão sepultados na Capela de St Ninian, em Braemar.

## Duque de Fife (1889–1912)
| # | Nome                          | Período de vida | Esposa(s)                     | Notas                        |
| - | ----------------------------- | --------------- | ----------------------------- | ---------------------------- |
| 1 | Alexander William George Duff | 1889–1912       | Princesa Luísa, Princesa Real | Genro-neto da Rainha Vitória |

## Duques de Fife (1900–presente)
| # | Nome                                              | Período de vida | Esposa(s)                     | Notas                                            |
| - | ------------------------------------------------- | --------------- | ----------------------------- | ------------------------------------------------ |
| 1 | Alexander William George Duff                     | 1849–1912       | Princesa Luísa, Princesa Real | Genro-neto da Rainha Vitória                     |
| 2 | Princesa Alexandra Victoria Alberta Edwina Louise | 1981–1959       | Artur de Connaught            | Neta do Rei Eduardo VII e filha do 1.º Duque     |
| 3 | James George Alexander Bannerman Carnegie         | 1929–2015       | Caroline Dewar                | Sobrinho da 2.ª Duquesa                          |
| 4 | David Charles Carnegie                            | 1961-presente   | Caroline Anne Bunting         | Único filho sobrevivente do 3.º Duque Incumbente |

## Linha de sucessão atual
- Alexandre Duff, 1° Duque de Fife (1849-1912) único filho do quinto Conde
  -  Alexandra 2.° Duquesa de Fife (1891-1959)
    - Alastair, 2.º Duque de Connaught e Strathearn (1914-1943)

  - Matilde de Fife (1893-1945)
    -  James Carnegie, 3.º Duque de Fife (1929-2015)
      -  David Carnegie, 4.º Duque de Fife (b. 1961)
        - (1) Charles Carnegie, Earl of Southesk (n. 1989)
        - (2) Lord George Carnegie (n. 1991)
        - (3) Lord Hugh Carnegie (n. 1993)